# Giovanni Antonio Sogliani

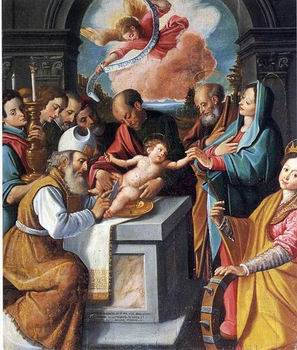
La Virgen y el Bautista interceden delante de Cristo por Prato, pintura de Sogliani y Fra Paolino con ocasión de la peste de 1530 y actualmente conservada en laiglesia de Santo Domingo en Prato.

Giovanni Antonio Sogliano (Florencia, 1492 - Florencia, 1544) fue un pintor renacentista italiano anclado en las fórmulas del quattrocento florentino.
Según Vasari trabajó como ayudante de Lorenzo di Credi durante más de veinticuatro años y las primeras obras que de él se conocen, de hacia 1515, demuestran en efecto su estrecha dependencia. Solo en la que probablemente sea su mejor obra, el Martirio de san Acasio pintado en 1521 para la iglesia de San Lorenzo de Florencia, logra cierto grado de independencia gracias a la influencia de Fra Bartolomeo, aunque interpretando su clasicismo con manifiesta rigidez que en obras posteriores llega a petrificarse.

## Biografía
Giorgio Vasari, que lo conoció bien, dice de Sogliano:

Fue Sogliano persona muy honesta y religiosa, y siempre se dedicó a sus cosas sin preocuparse en ningún compañero [...] y era de aspecto tan frío y melancólico que parecía la misma melancolía [...] En su época se convirtió en un buenísimo pintor, y mostró en todas sus obras ser un fidelísimo discípulo de aquel [Lorenzo di Credi, NdT.] e imitador de su estilo [...] de naturaleza pausado y tranquilo en el trabajo.-Giorgio Vasari, Le vite de' più eccellenti pittori, scultori e architettori, 1550

Vasari anotó una larga lista de obras que Sogliano comenzó pero que no llegaría a concluir nunca, dado que las personas que se las encargaron no vivieron lo suficiente como para verlas realizadas, aunque otros se cansaban por los retrasos y acababan por encargar la obra a otros pintores (entre ellos el mismo Vasari).
Entre 1528 y 1541 trabajó con frecuencia para la catedral de Pisa, donde completó la Madonna delle Grazie, comenzada por Andrea del Sarto.
Aunque viajó mucho, sobre todo por Francia, pasó la mayor parte de su vida en Florencia, donde es posible admirar el fresco de la visión de Santo Domingo datado en el año 1536, en el gran cenáculo de San Marco. La capilla de Santa Ana, anexa al Ospedale Bonifacio de Florencia, conservaba una monumental Inmaculada Concepción, obra que luego fue trasladada a la galería del Ospedale di Santa Maria Nuova (Galería de la Academia), en la que Sogliano adopta superficialmente estilizaciones manieristas.